# 中國富強金融
中國富強金融集團有限公司，簡稱中國富強金融，以及中國富強金融集團（英語：China Fortune Financial Group Limited，港交所：0290），在2008年11月3日，從中國環保電力控股有限公司更名而來，前身為「中國富強集團有限公司」。
業務在香港，以及中國內地經營證券及保險之經紀服務、孖展融資、財富管理和移民顧問服務、資產管理、企業融資以及財經傳訊服務。總部位於香港灣仔港灣道1號會展廣場辦公大樓35樓。而董事會主席為黃錦財。
旗下公司富強證券有限公司等。

## 連結
- 290.com.hk（页面存档备份，存于）